# Horsegirl
Horsegirl ist eine US-amerikanische Rockband, bestehend aus Penelope Lowenstein, Nora Cheng und Gigi Reece.

## Bandgeschichte

### Frühe Jahre (bis 2022)
Nachdem sich die 17- bis 18-jährigen Gitarristinnen und Sängerinnen Penelope Lowenstein und Nora Cheng sowie die Schlagzeugerin Gigi Reece (Erstere eine Highschoolschülerin, die beiden Letzteren Collegeschülerinnen) in der jugendlichen DIY- und Underground-Szene Chicagos begegnet waren, zogen sie nach ihren ersten drei eigenproduzierten Singles schnell die Aufmerksamkeit der Chicago Tribune und des Matador-Labels auf sich. Nach der Gründung 2019 coverte die Band zunächst Lieder von Sonic Youth. Zu den gemeinsamen Vorbildern der Mitglieder der Gruppe zählen außerdem Yo La Tengo und Pavement.
2019 veröffentlichte die Formation mit Forecast ihre erste Single. Billy erschien 2021 als erste Veröffentlichung wie das am 3. Juni 2022 veröffentlichte Debütalbum Versions of Modern Performance über Matador Records. Aufgenommen wurde das Album in Steve Albinis Chicagoer Electrical Audio Studios unter der Leitung von John Agnello, der u. a. auch schon Sonic Youth und Dinosaur Jr. produziert hatte.

### Versions of Modern Performance(2022)
Das Album wurde unter anderem in der Musikzeitschrift Rolling Stone besprochen. Gunther Reinhardt hielt es für sensationell und vergab 4 von 5 Sternen. Es poltere, brumme und pfeife, als ob Sonic Youth zurück seien. Die Band fülle das Album „so cool mit Feedbackgitarren und störrischen Song-Ungetümen, mit No Wave, Post-Punk und Noise-Rock, als würden sie das schon seit Ewigkeiten machen“.
In der Überschrift ihrer Rezension des Debüts für den Musikexpress (4,5 von 6 Sternen) meinte Julia Lorenz, Horsegirl spielten „Postpunk mit verebbender Kraft und Träumen im Kopf“. Zu viel Schönklang solle man nicht erwarten. Anti-Glory sei einer der besten Songs auf dem Album. Er halte, was er verspreche. Die Gitarren seien „auf seltsam gestimmt wie bei Slowdive oder My Bloody Valentine, im Hintergrund ein undurchdringliches Rauschen und Dröhnen.“ Und dann seien da „plötzlich Stücke wie Beautiful Song, in denen sich die süßen ‚Ba-ba-baaaas' der drei wie ein zarter Silberstreif am Horizont“ anhörten. Horsegirl klängen „mal wie Broadcast als Grunge-Band, mal wie The Raincoats mit mehr Disziplin (und weniger Bewegungsdrang) – immer aber nach genau der richtigen Art glamourös müder glory [sic].“
Kerstin Kratochwill nannte Anti-Glory bei laut.de einen seltenen Instant-Indie-Klassiker, der dem Trio „einen ewigen Platz in den Alternative-Playlisten einbringen“ werde. Ihre enge Verbundenheit sei eines der Geheimnisse ihres warmen, intensiven DIY-Sounds neben dem gleichzeitigen intim anmutenden Gesang, der den Songs oft einen surrealen Anstrich gebe. Die Tracks schillerten zwischen Hymnen und Herumexperimentieren. Trotz der hörbaren Inspirationen handele es sich nicht um ein Pastiche, sondern das Album sei souverän und selbstbestimmt. Die britische Frauenband Wet Leg habe 2022 die männlich dominierte Szene gründlich durcheinandergewirbelt, dies sei Horsegirl auch gelungen. Wet Leg bezeichneten ihre Musik als „party music for sad people“, auf dieser Party seien Horsegirl ebenfalls bestens aufgehoben.
Bei plattentests.de erhielt das Album (Stand Januar 2024) von den Lesern 9 und vom Rezensenten Thomas Pilgrim 7 von jeweils 10 Punkten. Mit Pferdemädchen-Romantik habe das Trio nichts am Hut, dafür aber mit Sonic Youth, Belle & Sebastian und anderen Indie-Größen der 1990er Jahre. World of Pots and Pans heiße so, weil die Band eine Television-Personalities-Zeile falsch verstanden habe. Anti-Glory eröffne das Album mit unbekümmertem Schwung. Reeces Drums kickten dynamisch, ein windschiefes Riff beharke sich mit Chengs Brummelbass und piekse allen Riot Grrrls frech in den Allerwertesten. Beautiful Song sei mitnichten das, was draufstehe. Dirtbag Transformation (Still Dirty) lasse immer wieder unwirsch ein Bömbchen platzen. The End of Horsegirl sei sich mit dröhnenden Reverbs und nuscheliger Vocal-Spur im Ad-lib-Stil genug. Lowensteins spröder, kantiger Alternative-Rock erinnere an die frühen Placebo. Billy wachse zu einem atemberaubenden Stakkato-Finale an. Bog Bog 1 und The Guitar is Dead 3 bremsten die Veranstaltung aus, die danach wieder Fahrt aufnehme. Pilgrims Fazit lautete: „Nicht auszudenken, sollten Horsegirl bald noch mehr in die Hufe kommen als auf diesem tollen Album.“
David Browne vergab die Höchstwertung von vier Sternen für den amerikanischen Rolling Stone. Versions of Modern Performance schließe an Billy an. Alles, was eine Indie-Checkliste verlange, sei vorhanden: Kratzende Plektren, gutturale Basslinien mit hinauf- und herabstürzenden kontrapunktischen Melodien, Stimmen, die elliptische Texte sängen und Tom Verlaine und Patti Smiths Debütalbum erwähnten, die Stimmung eines überfüllten Kellerclubs von ca. 1993.
Horsegirl wollten aber kein altes Genre reanimieren, sie nähmen das Ganze einfach ernst. Das Album belebe nicht einfach nur einen bestimmten Sound wieder, es belebe vielmehr die Idee des Geheimnis- und des Spannungsvollen im Rock ’n’ Roll wieder.
Rhian Daly nannte das Debüt für den NME ein Fest riesiger, prahlerischer Rock-Nervenkitzel, das nur so vor Songs strotze, die den optimalen Punkt zwischen experimentell und hymnisch träfen. Daly vergab vier von fünf Sternen und stellte Horsegirl in die Tradition der ebenfalls aus Chicago stammenden Bands Wilco und Smashing Pumpkins. Das Album klinge von der ersten bis zur letzten Note fesselnd. Obwohl die Band noch in den Kinderschuhen stecke, wisse sie genau, wer sie sei und wie sie klinge. Daly verglich die Band mit Guided by Voices und The Clean und meinte, The Fall of Horsegirl fühle sich wie von John Cale inspiriert an, während Live and Ski Ähnlichkeiten mit den düstereren Momenten von Wire aufweise. Textlich baue die Gruppe ihre eigene, fast undurchdringliche Welt auf, wobei es zwar unklar sei, um wen oder was es sich handelt, es aber ausreichend faszinierend sei, um einen durchgehend zu fesseln. Die textlichen Rätsel passten zum Spaß und Humor, der sich durch das gesamte Album ziehe. Abschließend bezeichnete Daly Horsegirl als eine der momentan aufregendsten neuen Bands.
Rachel Aroesti vergab 4 von 5 Sternen in einer Rezension für den Guardian. Sie nannte es ein Album, das auf Shoegaze, Jangle, Grunge und Alt-Rock basiere und durch die schiere Qualität der Musik vor Nostalgie bewahrt werde. Das Trio vereine das Beste aus diesen Musikstilen zu Songs, deren hypermelodische Süße durch eine wissenschaftlich-optimale Menge an saurer, knirschender Dissonanz ausgeglichen zu sein scheine. Das Album fühle sich an, als ob man in ein warmes Bad gleite. Der Opener Anti-Glory gebe einem das Gefühl der Unvermeidlichkeit, das den allerbesten Pop- und Rocksongs zu eigen sei. Je öfter man zuhöre, umso unwahrscheinlicher erscheine es, dass er nicht schon länger existiert habe. Horsegirl strebten nicht nach Originalität, ihre Beschwörung der Vergangenheit fühle sich dennoch nicht übertrieben kitschig oder einfallslos an.
Kritischer äußerte sich Aroesti zu den Texten. Sie zielten auf das Surreale ab, klängen aber unausgereift und undurchdringbar. Das sei aber das Einzige, was an die Unerfahrenheit der Schöpferinnen erinnere, der Rest sei meisterhaft und eine neue Art des klassischen Rocks.
Versions of Modern Performance wurde auf der Seite von pitchfork.com (Stand Januar 2024) mit 7,3 von 10 Punkten bewertet. Rezensent Jayson Greene zog Vergleiche zu Yo La Tango, Stereolab, J Mascis (Dinosaur Jr.), Doug Martsch (Built to Spill), My Bloody Valentine, verglich Chengs Stimme bei Beautiful Song mit der der Stereolab-Sängerin und -instrumentalistin Lætitia Sadier und erwähnte, dass Sonic-Youth-Schlagzeuger Steve Shelley und Lee Ranaldo bei Billy und Beautiful Song mitspielten. Das Album hätte auch von 1987 oder 1997 stammen können, als der Indie-Rock noch lockere Kleidung trug. Lowenstein und Cheng manipulierten Fuzz-Töne wie geschlagene Luftballons, während Reece auf ihre Becken schlage, als ob jemand Farbeimer auf eine Scheune werfe. Die Balance stimme aber. Es gebe keine Explosionen, nur ein gleichmäßiges, nervöses Auf und Ab, das die ruhige Oberfläche der Musik ständig durcheinanderbringe. Anti-Glory beginne zerknittert und chaotisch, bevor es zu einem Refrain angespannt werde, in dem sie einem einfach nur „Dance!“ entgegenbellten, als würden sie einem Feuerwerkskörper vor die Füße werfen. Billy baue ordentlich Dampf auf, bevor das Lied unerwartet schneller werde und in eine Kurve ausschere.
Das Album enthalte durchgehend schöne Überraschungen, aber keine Offenbarungen. Es sei ein bisschen wie das Meisterwerk eines Lehrlings, die Texte fragmentarisch, offen und hin und wieder fesselnd, aber die großen Statements versickerten möglicherweise im suppigen Sound, wo sie auf den richtigen Moment warteten, um wieder aufzutauchen. Greene hoffte, dass das beim Nachfolgeralbum der Fall sein könnte.
Stand Januar 2024 erhielt Versions of Modern Performance auf der Seite von metacritic.com einen Metascore von 82 bei 100 möglichen Punkten auf der Basis von 17 Rezensionen und 4,9 von 10 Punkten, basierend auf 16 Userbewertungen.

## Stil
Der Stil der Band bewegt sich zwischen Shoegazing, Post-Punk und Noise-Rock.

## Radio
- Rock et cetera: Besuch in den 90ern. Das amerikanische Trio Horsegirl (von Anja Buchmann); Erstsendung am 19. Juni 2022 im DLF

## Diskografie
Alben
- 2022: Versions of Modern Performance (Matador)
- 2025: Phonetics on and on (Matador)

Singles
- 2019: Forecast (Eigenveröffentlichung)
- 2021: Ballroom Dance Scene / Sea Life Sandwich Boy (Sonic Cathedral)
- 2022: Billy (Matador)
- 2022: Anti-Glory (Matador)